# فرودگاه خوزه آپونته دلا توره
فرودگاه خوزه آپونته دلا توره (به انگلیسی: José Aponte de la Torre Airport) یک فرودگاه همگانی مسافربری است که یک باند فرود آسفالت و بتن دارد. این فرودگاه در کشور پورتوریکو قرار دارد .